# Tito Nieves

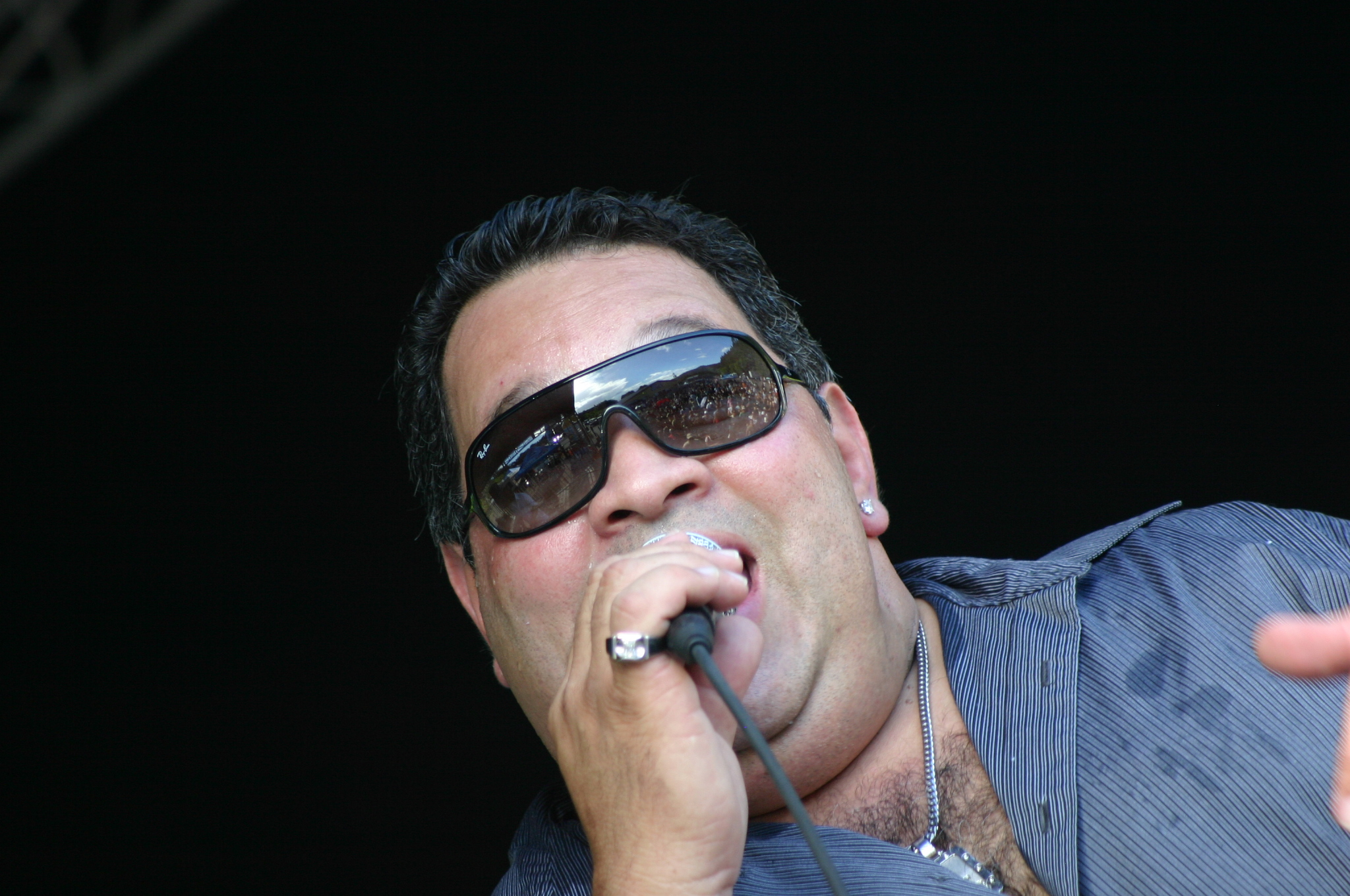
Tilo Nieves (2007)

Humberto "Tito" Nieves (* 4. Juni 1958 in Rio Piedras, Puerto Rico) ist ein Sänger und Salsamusiker. 

## Leben
Geboren in Puerto Rico, wuchs Nieves in den USA auf und begann dort seine Karriere als Musiker. Noch als Jugendlicher trat er dem Orquesta Cimarron, einer Salsaband aus New York, bei und wurde bald ihr Frontsänger. Im Alter von 19 Jahren wechselte Nieves 1977 zur Band von Héctor Lavoe, der Conjunto Clasico. 1986 startete Nieves seine Solokarriere und wurde u. a. für seine englischsprachigen Salsalieder bekannt. Unter seinen Hits waren El amor más bonito, Sonámbulo und I like it like that. Für seine Soloalben wurde Nieves unter anderem zweimal für einen Latin Grammy und einen Grammy nominiert.

## Diskografie

### Alben
| Jahr | Titel                                          | Höchstplatzierung, Gesamtwochen, AuszeichnungChartsChartplatzierungen (Jahr, Titel, Platzierungen, Wochen, Auszeichnungen, Anmerkungen) | Anmerkungen                         |
| Jahr | Titel                                          | Latin | Anmerkungen                         |
| ---- | ---------------------------------------------- | --- | ----------------------------------- |
| 1992 | Rompecabeza (The Puzzle)                       | Latin47 (2 Wo.)Latin | Charteinstieg in US-Latin erst 1993 |
| 1994 | Un tipo común                                  | Latin41 (4 Wo.)Latin |                                     |
| 1995 | Dale cara a la vida                            | Latin23 (18 Wo.)Latin |                                     |
| 1998 | Clase aparte                                   | Latin32 (9 Wo.)Latin |                                     |
| 2000 | En otra onda                                   | Latin46 (1 Wo.)Latin |                                     |
| 2001 | Muy agradecido                                 | Latin71 (1 Wo.)Latin |                                     |
| 2004 | Fabricando fantasias                           | Latin29 (13 Wo.)Latin |                                     |
| 2005 | Hoy, mañana y siempre                          | Latin50 (3 Wo.)Latin |                                     |
| 2007 | Canciones clasicas de Marco Antonio Solis      | Latin23 Gold · (19 Wo.)Latin |                                     |
| 2008 | Dos Canciones Clasicas De Marco Antonio Solios | Latin37 (8 Wo.)Latin |                                     |
| 2010 | Entre Familia                                  | Latin15 (11 Wo.)Latin |                                     |
| 2011 | Mi Ultima Grabacion                            | Latin25 (8 Wo.)Latin |                                     |
| 2012 | Que Seas Feliz                                 | Latin22 (7 Wo.)Latin |                                     |
| 2013 | "En Vivo" En El Estudio. De Cerca y Personal!  | Latin69 (1 Wo.)Latin |                                     |
| 2013 | Mis Mejores Recuerdos                          | Latin43 (2 Wo.)Latin |                                     |
| 2015 | En Dos Idiomas                                 | Latin47 (1 Wo.)Latin |                                     |
| 2016 | La Mejor Pareja                                | Latin31 (11 Wo.)Latin | mit India                           |
| 2018 | Una Historia Musical                           | Latin39 (1 Wo.)Latin | mit Sergio George                   |

grau schraffiert: keine Chartdaten aus diesem Jahr verfügbar
Weitere Alben
- The Classic (1988)
- Yo quiero cantar (1989)
- Dejame vivir (1990)
- I like it like that (1996)
- Así mismo fué (1999)

### Singles
| Jahr | Titel Album                                                | Höchstplatzierung, Gesamtwochen, AuszeichnungChartsChartplatzierungen (Jahr, Titel, Album, Platzierungen, Wochen, Auszeichnungen, Anmerkungen) | Anmerkungen                                                            |
| Jahr | Titel Album                                                | Latin | Anmerkungen                                                            |
| ---- | ---------------------------------------------------------- | --- | ---------------------------------------------------------------------- |
| 1988 | Sonambulo The Classic                                      | Latin23 (8 Wo.)Latin |                                                                        |
| 1991 | De Mi Enamorate Dejame vivir                               | Latin19 (10 Wo.)Latin |                                                                        |
| 1993 | Manias Rompecabeza (The Puzzle)                            | Latin36 (2 Wo.)Latin |                                                                        |
| 1998 | Como Un Nino Celoso Dale cara a la vida                    | Latin14 (8 Wo.)Latin |                                                                        |
| 1999 | Le Gusta Que La Vean Clase aparte                          | Latin25 (7 Wo.)Latin |                                                                        |
| 2001 | Un Amor Asi En otra onda                                   | Latin31 (3 Wo.)Latin |                                                                        |
| 2001 | Como Llego A Tu Amor En otra onda                          | Latin33 (7 Wo.)Latin |                                                                        |
| 2002 | Por Ese Hombre                                             | Latin11 (22 Wo.)Latin | Brenda K. Starr mit Tito Nieves & Victor Manuelle                      |
| 2002 | La Salsa Vive Muy agradecido                               | Latin22 (11 Wo.)Latin | feat. Celia Cruz, Gilberto Santa Rosa, Cheo Feliciano & Ismael Miranda |
| 2004 | Fabricando Fantasias                                       | Latin28 (14 Wo.)Latin |                                                                        |
| 2005 | Ya No Queda Nada Fabricando Fantasias                      | Latin23 (13 Wo.)Latin | feat. India, Nicky Jam & K-Mil                                         |
| 2007 | Mas Que Tu Amigo Canciones clasicas de Marco Antonio Solis | Latin46 (3 Wo.)Latin |                                                                        |

### Gastbeiträge
| Jahr | Titel Album    | Höchstplatzierung, Gesamtwochen, AuszeichnungChartsChartplatzierungen (Jahr, Titel, Album, Platzierungen, Wochen, Auszeichnungen, Anmerkungen) | Anmerkungen                     |
| Jahr | Titel Album    | Latin | Anmerkungen                     |
| ---- | -------------- | --- | ------------------------------- |
| 2005 | La Gorda Linda | Latin39 (2 Wo.)Latin | Arthur Hanlon feat. Tito Nieves |